# György Klapka
Pour les articles homonymes, voir Klapka.
György Klapka (Klapka György en hongrois ; Georg von Klapka en allemand) (1820–1892) est un général et un homme politique hongrois du XIXe siècle.

## Biographie

### Origines
Issu d'une famille germanophone d'origine tchéquo-morave qui a donné plusieurs ingénieurs militaires, officiers et généraux, György (George) Klapka naît dans le royaume de Hongrie à Temesvár, en Transylvanie. Son grand-père Károly Klapka fait fortune et acquiert la noblesse autrichienne comme pharmacien principal des camps militaires de Joseph II (tábori főgyógyszerész en hongrois) et s'installe en Hongrie dans les années 1780. Son père, József Klapka (hu) (1786–1863), est une figure de Temesvár. Officier, imprimeur, mécène et parlementaire, il fut maire de la ville durant quatorze ans. Sa mère est Julianna Kehrer. En reconnaissance de leurs mérites par Ferdinand V, György et son père prennent rang au sein de la noblesse hongroise en 1841. Klapka reçoit tôt de son oncle Frigyes, 1er lieutenant de hussards KuK, une véritable éducation patriotique.
Il étudie chez les piaristes de sa ville natale puis à Kecskemét et à l'école piariste de Szeged (hu). Il est inscrit en 1838, âgé de 18 ans, à l'école militaire de Karánsebes.

### Carrière
Il est cadet au 5e régiment (Bervaldo) d'artillerie en mai 1838. Il entre en 1842 dans la Garde du corps royale hongroise grâce à l'influence de son père et de son oncle. Celle-ci est stationnée à Vienne et est commandée par August Vécsey (en), père du futur martyr d'Arad Károly Vécsey. Klapka y lie une solide amitié avec Artúr Görgey, futur commandant en chef de l'armée hongroise durant la Révolution. Premier lieutenant (főhadnagyi), il est démobilisé en 1847.
Favorable aux idées de la Révolution hongroise de 1848, il est chargé par Sándor Gál (hu) et Károly Hajnik (hu) de se rendre en Transylvanie superviser la mobilisation militaire des Sicules. À son retour à Budapest le 13 juin 1848, il est capitaine et a déjà participé à des batailles dans le sud. Le 26 septembre, Lajos Batthyány le nomme commandant de l'artillerie et de la fortification du fort de Monostor (en). L'une de ses tâches était de s'assurer de la fidélité des troupes à la nouvelle constitution hongroise. Fort de ses succès en Transylvanie et à Komárom, il est nommé commandant au sein du grand État-major.
Pozsony et ses environs occupés par des travaux de fortification, il est attaqué en novembre par Windisch-Graetz alors qu'il est chef d'état-major dans le Banat. Il est promu colonel le 9 janvier en remplacement de Lázár Mészáros défait par Schlik à Kassa. Il prend part de façon remarquable comme général de corps d'armée aux victoires des batailles de Vác, de Kápolna (en), d'Isaszeg, de Nagysalló et de Komárom (en). Les événements tournent par la suite à l'avantage de la coalition austro-russe. Klapka sert durant une courte période comme ministre de la guerre et prend le commandement de Komárom à partir de laquelle il dirige un certain nombre d'expéditions réussies jusqu'à la reddition de Világos (en) le 13 août 1849. Il continue néanmoins à défendre Komárom pendant deux mois avant de se rendre finalement dans des conditions honorables.
Klapka s'exile ensuite à Londres puis en Suisse où il réside de nombreuses années. Il continue par tous les moyens à sa disposition à travailler à l'indépendance de la Hongrie. En 1859, Alexandre Jean Cuza, premier prince souverain des Principautés unies de Roumanie, propose un soutien militaire au général Klapka en contrepartie de son soutien à une reconfiguration favorable aux différents peuples de l'Empire des Habsbourg, y compris les Roumains: « En mai 1859, deux accords ont été signés entre Alexandre Jean Cuza et le général Klapka, commandant des révolutionnaires hongrois, par lequel A. J. Cuza s'engage à obtenir et à fournir des armes aux révolutionnaires hongrois, les aidant contre l'Autriche, à établir dans le même temps les principes d'une réconciliation entre les nationalités de l'Autriche. »
Après la guerre austro-prussienne de 1866 - durant laquelle il organise comme major-général prussien un corps hongrois en Silésie - Klapka est autorisé à retourner dans son pays natal. Il est élu membre du parlement en 1867 et soutient le parti de Ferenc Deák. En 1877, il fait une tentative de réorganisation de l'armée turque en vue d'une guerre avec la Russie.
Le général Klapka décède à Budapest le 17 mai 1892. Un mémorial est érigé à sa mémoire à Komárom en 1896.
On lui doit: Memoiren (Leipzig, 1850); Der Nationalkrieg in Ungarn, &c. (Leipzig, 1851); une histoire de la Guerre de Crimée, Der Krieg im Orient . . . bis Ende Juli 1855 (Geneva, 1855); et Aus meinen Erinnerungen (traduit du hongrois, Zurich, 1887).
L'écrivain anglais Jerome Klapka Jerome est nommé en honneur.

## Distinctions
- Ordre du mérite militaire hongrois (2e classe)

## Sources, références
1. ↑   C.C. Giurescu (ed.), 1972, Romania's History in Data, Bucharest, Romanian Encyclopedic Publishing, p. 207

- Hermann Róbert: Az 1848–1849-es szabadságharc nagy csatái, Zrínyi Kiadó – 2004,  (ISBN 963-327-367-6)
- Magyarország hadtörténete két kötetben (főszerkesztő: Liptai Ervin), Zrínyi Katonai Kiadó – 1985,  (ISBN 963-326-337-9)